# Классический «Доктор Кто» (16-й сезон)
«Ключ времени» (англ. Doctor Who: The Key to Time) — шестнадцатый сезон британского научно-фантастического телесериала «Доктор Кто», показанный в эфире телеканала BBC со 2 сентября 1978 года по 24 февраля 1979 года. Сезон имеет собственное название и выделен в отдельную сюжетную арку, состоящую из шести сегментов — «Операция Рибос», «Планета пиратов», «Камни крови», «Андроиды Тары», «Сила Кролла» и «Фактор Армагеддона». Идея пришла в голову продюсеру сериала Грэму Уильямсу, который после первого года работы над сериалом решил попробовать что-то новое.

## Синопсис
Личность, называемая Белым Стражем нанимает Доктора и K-9, приставив к ним новую компаньонку, повелительницу времени Роману, найти шесть сегментов Ключа времени, артефакта в форме идеального куба, поддерживающего равновесие во вселенной. Будучи слишком сильным для обладания кем-то одним, он был разделён на шесть частей и разбросан по времени и пространству, и каждая часть приняла свой облик любой формы или размера. Но баланс сил во вселенной пошатнулся, и Белому Стражу необходимо остановить вселенную, чтобы он смог восстановить баланс. Он также предупреждает путешественников, что за Ключом охотится Чёрный Страж, желающий заполучить его для своих целей. В конце сезона Чёрный Страж, приняв облик Белого, требует у Доктора Ключ, но тот, разгадав замысел, встраивает рандомизатор в ТАРДИС и улетает в непредсказуемый момент времени и пространства.

### Шесть фрагментов Ключа времени
1. Первый сегмент — большой кусок джетрика на планете Рибос
2. Второй — планета Калуфракс, уменьшенная до небольших размеров пиратской планетой Занак.
3. Третий — Великая печать Диплоса, украденная преступником с этой планеты.
4. Четвёртый — часть статуи на планете Тара.
5. Пятый был поглощён гигантским кальмаром Кроллом, превращённым после этого в гигантского монстра.
6. Шестой и последний — женщина, принцесса Астра.

## Актёрский состав
- Том Бейкер в роли Четвёртого Доктора
- Мэри Тамм в роли Романы I
- Джон Лисон озвучил К-9 второй модели.

Том Бейкер вернулся к своей роли Четвёртого Доктора, у которого появилась новая спутница — Романа (Мэри Тамм). Это единственный сезон, в котором Тамм сыграла своего персонажа (первое воплощение Романы); начиная со следующего сезона персонажа играла Лалла Уорд (второе воплощение Романы).

## Список серий
С выходом предпоследней серии сезона Энтони Рид передал пост редактора сценариев Дугласу Адамсу. 16-й сезон классических серий «Доктора Кто» представляет собой 6 серий, тесно связанных единой, последовательно развивающейся сюжетной линией.
| № | #   | Название                                     | Частей (эпизодов) | Режиссёр              | Сценарист              | Зрителей (миллионов) | Индекс оценки | Дата выхода в эфир                                                                           | Код |
| --- | --- | -------------------------------------------- | ----------------- | --------------------- | ---------------------- | -------------------- | ------------- | -------------------------------------------------------------------------------------------- | --- |
| 1 | 98  | «Операция Рибос» «The Ribos Operation»       | 4 эпизода         | Джордж Спентон-Фостер | Роберт Холмс           | 8.3 8.1 7.9 8.2      | 59 — 67       | 2 сентября 1978 9 сентября 1978 16 сентября 1978 23 сентября 1978                            | 5A  |
| Белый Страж поручает Доктору ответственную миссию: собрать воедино все элементы Ключа Времени, который необходим для восстановления равновесия во Вселенной. Помочь ему в этом должна новая спутница, Романа. И первой остановкой на их пути стала планета Рибос. |     |                                              |                   |                       |                        |                      |               |                                                                                              |     |
| 2 | 99  | «Планета пиратов» «The Pirate-Planet»        | 4 эпизода         | Пеннант Робертс       | Дуглас Адамс           | 9.1 7.4 8.2 8.4      | 61 — 64       | 30 сентября 1978 7 октября 1978 14 октября 1978 21 октября 1978                              | 5B  |
| Следующей целью Доктора и Романы должна стать планета Каллифракс, однако на месте безжизненного куска камня, покрытого льдом, их встречает цветущий мир, улицы которого усыпаны драгоценными камнями.                                                             |     |                                              |                   |                       |                        |                      |               |                                                                                              |     |
| 3 | 100 | «Камни крови» «The Stones of Blood»          | 4 эпизода         | Дэррол Блэйк          | Дэвид Фишер            | 8.6 6.6 9.3 7.6      | — 67          | 28 октября 1978 4 ноября 1978 11 ноября 1978 18 ноября 1978                                  | 5C  |
| На этот раз поиски приводят Доктора обратно на Землю, в каменный круг Девяти Путников, где вершат свои ритуалы наследники друидов. |     |                                              |                   |                       |                        |                      |               |                                                                                              |     |
| 4 | 101 | «Андроиды Тары» «The Androids of Tara»       | 4 эпизода         | Майкл Хэйс            | Дэвид Фишер            | 9.5 10.1 8.9 9.0     | — 65 — 66     | 25 ноября 1978 2 декабря 1978 9 декабря 1978 16 декабря 1978                                 | 5C  |
| Тара производит впечатление мирной и патриархальной планеты, не таящей в себе никаких серьёзных опасностей. И действительно, найти на ней четвёртый элемент Ключа Времени оказалось очень просто. Гораздо проще, чем вернуться на ТАРДИС целыми и невредимыми.    |     |                                              |                   |                       |                        |                      |               |                                                                                              |     |
| 5 | 102 | «Сила Кролла» «The Power of Kroll»           | 4 эпизода         | Норман Стюарт         | Роберт Холмс           | 6.5 12.4 8.9 9.9     | — 63          | 23 декабря 1978 30 декабря 1978 6 января 1979 13 января 1979                                 | 5E  |
| На одном из спутников Дельты Магна - следующей остановке Доктора и Романы - земная колония воюет с местными аборигенами-Болотниками, поклоняющимися гигантскому кальмару.                                                                                         |     |                                              |                   |                       |                        |                      |               |                                                                                              |     |
| 6 | 103 | «Фактор Армагеддона» «The Armageddon Factor» | 6 эпизодов        | Майкл Хэйс            | Боб Бейкер Дэйв Мартин | 7.5 8.8 7.8 8.6 9.6  | 65 — 66       | 20 января 1979 27 января 1979 3 февраля 1979 10 февраля 1979 17 февраля 1979 24 февраля 1979 | 5F  |
| Атриос и Зиос, планеты-близнецы, столкнулись в нескончаемой войне, и чтобы найти последний элемент Ключа, Доктору и Романе предстоит пройти через немало испытаний. К тому же, в игру наконец вступает посланник Чёрного Стража.                                  |     |                                              |                   |                       |                        |                      |               |                                                                                              |     |

## Показ
«Ключ времени» транслировался со 2 сентября 1978 года по 24 февраля 1979 года

### DVD-релизы
В Регионе 1 сезон был выпущен 1 октября 2002 года. Это издание имела минимальную комплектацию и комментирование. В Регионе 2 24 сентября 2007 года вышло ограниченное издание из 15 000 копий, которое наоборот имело полную комплектацию, комментарии съёмочной группы, дополнительный контент и особый дизайн упаковки. Этот DVD-релиз позже был переиздан в стандартной упаковке, помечен как «Специальное издание» и выпущен в остальных регионах: в Регионе 1 — 3 марта 2009 года, в Регионе 4 — 7 ноября 2007 года. Также в Регионе 4 была выпущена версия с тем же дизайном упаковки, что и ограниченное британское издание.

## Книги
| Серия                | Адаптация                         | Автор        | Впервые опубликована |
| -------------------- | --------------------------------- | ------------ | -------------------- |
| «Операция Рибос»     | «Доктор Кто и Операция Рибос»     | Йен Мартер   | 1979                 |
| «Планета пиратов»    | «Планета пиратов»                 | Джеймс Госс  | 2016                 |
| «Камни крови»        | «Доктор Кто и Камни крови»        | Терренс Дикс | 1980                 |
| «Андроиды Тары»      | «Доктор Кто и Андроиды Тары»      | Терренс Дикс | 1980                 |
| «Сила Кролла»        | «Доктор Кто и Сила Кролла»        | Терренс Дикс | 1980                 |
| «Фактор Армагеддона» | «Доктор Кто и Фактор Армагеддона» | Терренс Дикс | 1980                 |